# Megaselia rimacensis
Megaselia rimacensis är en tvåvingeart som beskrevs av Charles Thomas Brues 1944. Megaselia rimacensis ingår i släktet Megaselia och familjen puckelflugor.
Artens utbredningsområde är Peru. Inga underarter finns listade i Catalogue of Life.